# Lista dos maiores artilheiros do São Paulo Futebol Clube
Esta é a lista dos maiores artilheiros do São Paulo Futebol Clube.

|    | Jogador          | Posição           | Gols |
| -- | ---------------- | ----------------- | ---- |
| 1  | Serginho Chulapa | Centroavante      | 242  |
| 2  | Gino Orlando     | Centroavante      | 233  |
| 3  | Luis Fabiano     | Centroavante      | 212  |
| 4  | Teixeirinha      | Ponta-esquerda    | 188  |
| 5  | França           | Centroavante      | 182  |
| 6  | Luizinho         | Ponta-direita     | 172  |
| 7  | Müller           | Meia atacante     | 160  |
| 8  | Leônidas         | Centroavante      | 144  |
| 9  | Maurinho         | Ponta-direita     | 136  |
| 10 | Rogério Ceni     | Goleiro           | 131  |
| 11 | Raí              | Meia atacante     | 128  |
| 12 | Prado            | Centroavante      | 121  |
| 13 | Pedro Rocha      | Meia atacante     | 119  |
| 14 | Careca           | Centroavante      | 115  |
| 15 | Dino Sani        | Volante (futebol) | 113  |
| 16 | Remo Januzzi     | Centroavante      | 107  |
| 17 | Canhoteiro       | Centroavante      | 103  |
| 18 | Friedenreich     | Centroavante      | 102  |
| 19 | Renato           | Centroavante      | 100  |
| 20 | Luciano          | Centroavante      | 97   |